# Antonio Bueno
Antonio Bueno (Berlino, 21 luglio 1918 – Fiesole, 26 settembre 1984) è stato un pittore spagnolo naturalizzato italiano.

## Biografia
Nato in Germania, mentre il padre era corrispondente a Berlino del quotidiano ABC di Madrid, svolse gli studi artistici in Spagna e Svizzera. Nel 1937 fu a Parigi, dove espose al Salon des Jeunes; poi nel 1940 col fratello Xavier, si trasferì in Italia. Dopo un'esperienza post-impressionista, nell'immediato dopoguerra aderì alla lezione di Gregorio Sciltian eseguendo opere trompe-l'œil e, con Pietro Annigoni, Alfredo Serri e il fratello, aderì al manifesto dei "Pittori moderni della Realtà".
Sperimentatore accanito ed irrequieto, dopo queste esperienze portò avanti numerose ricerche: pittore astratto (1950-53) in concomitanza al suo lavoro di segretario presso la rivista Numero; neometafisico con la serie dei dipinti con pipe di gesso (1953-57); verista; materiologico sulla scia dell'Informale con una serie di impronte (1960-62); segnaletico e pop a metà degli anni 1960; neo-dada e pittore visivo. Nell'eclettismo della sua produzione, restano noti al grande pubblico soprattutto le sue figure di busti e teste tondeggianti, ragazzi vestiti alla marinara, pompieri, reinterpretazioni di grandi opere della storia dell'arte, con caratteristiche tondeggianti e semplificate e neoteniche.
Ottenne la cittadinanza italiana nel 1970.
Definitiva consacrazione di Bueno alla Biennale di Venezia del 1984, giusto pochi mesi prima della sua morte, quando egli era già gravemente malato: alla mostra presentò una serie di opere che rappresentano senza dubbio il vertice di tutta la sua produzione artistica dell'epoca matura.

## Nella cultura di massa
Nel 2023, Giacomo Poretti ha rivelato che l'oggetto principale del film Tre uomini e una gamba del trio Aldo, Giovanni e Giacomo è ispirato a un'opera di Bueno. La scultura raffigurante una gamba dell'artista di fantasia Garpez è infatti una trasposizione tridimensionale dell'opera La gamba dell'eroe di Bueno del 1942, che Poretti aveva trovato su un catalogo d'arte, dopo aver escluso come oggetto principale del film la racchetta di John McEnroe.

## Mostre
1938
- Parigi, Salon des Jeunes (sezione grafica).

1941
- Milano, galleria Manzoni, con X. Bueno, catalogo a cura di P. Annigoni.

1942
- Firenze, galleria Botti, con X. Bueno.
- Milano, galleria Ranzini, con X.Bueno, catalogo a cura di P. Annigoni.

1946
- Milano, galleria Barbaroux; catalogo a cura di J. Sylvestre.

1947
- Primo invito alla VI Quadriennale di Roma.
- Milano, galleria Cairoli (I Pittori Moderni della Realtà).
- Firenze, galleria Botti (I Pittori Moderni della Realtà).
- Milano, galleria de L'Illustrazione Italiana (I Pittori Moderni della Realtà).
- Milano, galleria Barbaroux, con X.Bueno; catalogo a cura di J.Silvestre.

1948
- Roma, galleria La Margherita (I Pittori Moderni della Realtà).

1949
- Milano, galleria Ranzini.
- Premio St.Vincent.

1951
- Primo invito alla Quadriennale di Torino.

1952
- Firenze, galleria Numero di Fiamma Vigo
- Firenze, Palazzo Strozzi, 'Mezzo secolo d'arte Toscana' 1901-1950.

1953
- Venezia, galleria Il Cavallino; catalogo a cura di G. Chamorel.
- Torino, galleria La Bussola; catalogo a cura di E. Sanguineti

1954
- Valdagno, Premio Marzotto.

1955
- Roma, Premio Marzotto.
- Roma, VIII Quadriennale.
- Torino, Quadriennale.
- Milano, Biennale.

1956
- Roma, galleria L'Obelisco; catalogo a cura di O. Vergani.
- Venezia, XXVIII Biennale.

1957
- New York, World House Galleries (Italy), catalogo a cura di A.R. Krakusin.
- Firenze, Premio del Fiorino.

1958
- New York, Sagittarius Art Gallery; catalogo a cura di A. Cagli.
- Los Angeles, Lane Gallery; catalogo a cura di Mario Praz.
- Livorno, Premio Modigliani.
- Milano, Giovani Artisti Italiani ("Il Giomo"); catalogo a cura di M. Valsecchi.
- Venezia, galleria Il Cavallino.

1959
- San Francisco, "Italy, three directions"; catalogo a cura di Giovanni Carandente.
- Londra, Arthur Jeffres Gallery; catalogo a cura di Mario Praz.
- Roma, XIX Quadriennale.
- Torino, Quadriennale.

1960
- Prato, galleria Falsetti; catalogo a cura di A. Busignani.

1961
- Firenze, galleria L'Indiano; catalogo a cura di M. Bergomi.
- Venezia, galleria Il Canale; catalogo a cura di A. Busignani.
- Firenze, XII Premio del Fiorino (medaglia d'oro)

1962
- Viareggio, galleria La Navicella; catalogo a cura di F. Russoli.
- Firenze, galleria Il Fiore (I Mostra monocroma); catalogo a cura di M. Bergomi.

1963
- Bologna, galleria Il Cancello (II Mostra monocroma); catalogo a cura di L.V. Masini.
- Firenze, XIV Premio del Fiorino (Nuove tendenze); presentazione di L.V. Masini.
- Firenze, galleria Il Quadrante; catalogo a cura di V. Aguilera Cemi - L.V. Masini.
- Varsavia, Festival di Sopot; catalogo a cura di L.V. Masini.
- Parigi, Galerie Domec; catalogo a cura di Giulio Carlo Argan.
- Roma, galleria Schneider; catalogo a cura di F. Russoli.
- Firenze, galleria L'Indiano; catalogo a cura di M. Bergomi.
- Firenze, Palazzo Strozzi, "La Nuova Figurazione"; catalogo a cura di M. Bergomi - J.L. Ferrier.
- San Marino, Biennale di San Marino, "Oltre l'Informale"; catalogo a cura di Giulio Carlo Argan.
- Parigi, Galerie Domec (Cinq peintres de Florence); catalogo a cura di Giulio Carlo Argan.
- Firenze, galleria Quadrante (Technologica); catalogo a cura di A. Bueno - G. Chiari - L. Pignotti.

1964
- Rimini, Firenze, Ferrara, Reggio Emilia, Venezia, "España Libre"; catalogo a cura di Giulio Carlo Argan - J. Moreno Galvan -V. Aguilera Cerni.
- Reggio Emilia, Comune, "I Mostra di Poesia Visiva, Gruppo '63".
- Roma, galleria Numero; catalogo a cura di E. Sanguineti.

1965
- Genova, galleria La Carabaga; catalogo a cura di E. Sanguineti.
- Livorno, galleria Giraldi; catalogo a cura di E. Sanguineti.
- Venezia, galleria Numero; catalogo a cura di C. Chiari - L. Pignotti.

1966
- Firenze, galleria Santa Croce; catalogo a cura di E. Sanguineti.
- Napoli, galleria Guida; catalogo a cura di A. Bonito Oliva.

1967
- Firenze, galleria Il Fiore; catalogo a cura di L.V. Masini.
- Bologna, Circolo di Cultura.

1968
- Firenze, galleria L'Indiano; catalogo a cura di P. Santi.
- Montecatini, galleria Flori (Lo spazio come forma simbolica); catalogo a cura di L.V. Masini.
- Venezia, XXXIV Biennale; catalogo a cura di E. Sanguineti.
- Venezia, galleria Numero; catalogo a cura di L. Pignotti.
- Cortina d'Ampezzo, galleria Medea, con X.Bueno, catalogo a cura di E. Sanguineti.

1969
- Milano, galleria Blu (I Tarocchi).
- Scandicci, Palazzo Comunale; catalogo a cura di S. Salvi.
- Firenze, galleria Il Fiore; catalogo a cura di L.V. Masini - E. Sanguineti.
- Cortina d'Ampezzo, galleria Medea;
- La Spezia, galleria 2001; catalogo a cura di T. Paloscia.

1970
- Firenze, galleria L'Indiano; catalogo a cura di L.V. Masini - E. Sanguineti.
- Parigi, Studio G 30; catalogo a cura di B. Pingaud.

1971
- Firenze, Accademia delle Arti del Disegno, catalogo a cura di R.Monti.
- Firenze, galleria Santa Croce; catalogo a cura di L. Alinari - A. Gatto.

1972
- Firenze, galleria Menghelli; catalogo a cura di U. Baldini.
- Montecatini, galleria Internazionale, catalogo a cura di A. Gatto.

1973
- Firenze, galleria Michaud; catalogo a cura di G. Di Genova.
- New York, Kuhlik Gallery; catalogo a cura di C.L. Ragghianti.
- Mestre, galleria San Giorgio.

1974
- Cortina d'Ampezzo, galleria Medea; catalogo a cura di P.C. Santini.

1975
- Fiesole, Azienda autonoma di soggiorno e turismo, (collettiva); catalogo a cura di C. Marsan.
- Forte dei Marmi, galleria Selby; presentazione di M. Carrà.
- Firenze, galleria Michaud; catalogo a cura di E. Migliorini.
- Milano, galleria Medea; catalogo a cura di E. Migliorini.

1976
- Sassari, galleria l'Età dell'Acquario; catalogo a cura di A. Gatto.
- Firenze, galleria La Gradiva; catalogo a cura di C. Marsan.

1977
- Basilea, ART 1977.
- Arezzo, galleria Piero della Francesca; catalogo a cura di R. Biasion.
- Firenze, galleria 33; catalogo a cura di G.A. Bertozzi.

1978
- Roma, galleria Toninelli.
- Firenze, galleria Spagnoli; presentazione di A. Bueno.
- Firenze, Studio Inquadrature 33; catalogo a cura di C.A. Bertozzi - F. De Poli.

1979
- Firenze, Palazzo Vecchio, "Ab Ovo"; catalogo a cura di F. Menna.
- Tavarnelle, galleria Dada; catalogo a cura di E. Miccini.
- San Giovanni Valdarno, Casa di Masaccio; catalogo a cura di F. Menna.
- Vicenza, Chiesa di San Giacomo, "I D'apres, 1939/1979"; catalogo a cura di F. Menna.
- San Casciano, Centro Culturale Dedalus; catalogo a cura di E.Miccini.
- Prato, galleria Metastasio (I D'apres, 1939/1979); catalogo a cura di A. Sensini.
- Roma, Centro Morandi, "Stai al gioco?"
- Firenze, galleria De Amicis (ABCD, Alinari, Bueno, Conti, De Poli).

1980
- Firenze, galleria Menghelli (Mostra delle opere grafiche donate agli Uffizi).
- Venezia, galleria Graziussi; catalogo a cura di A. Del Guercio.
- Piacenza, VI Biennale Nazionale d'Arte Figurativa Cassa di Risparmio di Piacenza (Ironia e favola).
- Firenze, galleria La Piramide; catalogo a cura di E.Miccini.

1981
- Firenze, La Nuova Strozzina, Palazzo Strozzi, "Antologica 1936-1981"; catalogo a cura di P. Santi.
- Viareggio, galleria Ferretti (D'apres Ingres); catalogo a cura di R. Monti.
- La Spezia, galleria Vallardi.
- Ferrara, Studio d'Arte Melotti (I monocromi 1955-1981); catalogo a cura di S. Salvi.

1982
- Bologna, galleria Forni; catalogo a cura di F. Solmi.
- Milano, galleria Annunciata; catalogo a cura di F. Menna.
- Viareggio, galleria Ferretti; catalogo a cura di M. Luzi.
- Firenze, galleria La Piramide; catalogo a cura di S. Salvi.
- Rieti, Palazzo Vescovile, 'Generazione anni Dieci', catalogo a cura di G.Di Genova.

1983
- Prato, galleria Metastasio; catalogo a cura di M. Fagiolo dell'Arco.
- Catania, galleria Arte Club; catalogo a cura di F. Menna.
- Napoli, galleria Apogeo; catalogo a cura di F. Menna.
- Luino, Museo Civico.

1984
- Firenze, Palazzo Vecchio, Sala d'Arme,"I Pittori Moderni della Realtà"; catalogo a cura di M. Fagiolo dell'Arco.
- Venezia, XLI Biennale.
- Ancona, galleria Gioacchini; catalogo a cura di G. Di Genova.

1985
- Roma, galleria La Gradiva; catalogo a cura di F. Solmi.
- Genova, galleria Guidi; catalogo a cura di F. Solmi.
- Firenze, galleria Davanzati; catalogo a cura di M. Venturoli.
- Ferrara, Studio d'Arte Melotti.

1986
- Massa Marittima, Pinacoteca Comunale; catalogo a cura di E. Dalla Noce.
- Macerata, Chiesa di San Paolo; catalogo a cura di E. Dalla Noce.
- Milano, galleria Il Cannocchiale; catalogo a cura di E. Dalla Noce.
- Roma, galleria Eliseo; catalogo a cura di C. Di Genova.

1987
- Roma, Museo Nazionale di Castel Sant'Angelo (antologica); catalogo a cura di E. Dalla Noce.

1988
- Montepulciano, Pinacoteca Comunale (antologica); catalogo a cura di E. Dalla Noce.
- Cortona, Palazzo Casali (antologica); catalogo a cura di E. Dalla Noce.
- Poggibonsi, Casa di Chiesino (antologica); catalogo a cura di P. Levi.
- Matera, galleria Albanese.

1989
- Roma, galleria Parametro.
- Fiesole, Palazzina Mangani (antologica).
- Campiglia Marittima, Palazzo Pretorio.

1990
- Lugano, galleria Spagnoli; catalogo a cura di M. Luzi.
- Avellino, Centro Culturale L'Approdo.

1991
- Firenze, galleria Spagnoli (antologica).
- Mesola (Ferrara), Castello Estense, Ritratto. Il ritratto nella pittura italiana del '900 collettiva; catalogo a cura di V. Sgarbi.

1992
- Forte dei Marmi, galleria Faustini.
- Livorno, galleria Arte Quadri.
- Vigevano, galleria Ducale.
- Venezia, Salone di Settembre, "I dipinti della XLI Biennale".
- Firenze, S.I.A.C., Palazzo degli Affari (antologica).

1994
- Milano, galleria Pace.
- Aosta, Palazzo Challand, Museo Archeologico(antologica); catalogo a cura di P.Levi.
- Busto Arsizio, Fondazione Bandera per l'Arte, (antologica); catalogo a cura di P.Levi.

1995
- Brescia, galleria Arte Capital.
- Courmayeur, galleria Arte Capital.

1996
- Monsummano Terme, Villa Renatico Martini, "Colloquio col visibile" (collettiva).
- Bologna, Spazio espositivo Telemarket.

1997
- Torino, Spazio SDA, "Giochi di figure", catalogo a cura di P.Levi.
- Roma, Spazio espositivo Telemarket.

1998
- Poggio a Caiano, Villa Medicea, "Il disegno in Toscana,1900-1945" (collettiva); catalogo a cura di M. Pratesi e A. Scappini.